# Jacobus Petrus Straathof
Jacobus Petrus Straathof (Rijpwetering, 13 juni 1920 – 25 januari 1985) was een Nederlands politicus van de KVP en later het CDA.
Na de mulo in Leiden bezocht te hebben ging hij op 15-jarige leeftijd als leerling-ambtenaar ter secretarie werken bij de gemeenten Leimuiden-Rijnsaterwoude. In 1939 werd hij 2e ambtenaar ter secretarie in Bergschenhoek en in 1943 stapte hij over naar de gemeente Den Haag waar hij als adjunct-commies in dienst trad. In 1946 werd hij commies bij de gemeente Sassenheim en in 1948 volgde zijn aanstelling tot hoofdcommies bij de gemeente Heerhugowaard. In juni 1957 werd Straafhof benoemd tot burgemeester Hensbroek. Bij de Noord-Hollandse gemeentelijke herindeling op 1 januari 1979 ging Hensbroek op in de gemeente Obdam waar hij nog korte tijd waarnemend gemeentesecretaris was. Begin 1985 overleed hij op 64-jarige leeftijd. In Hensbroek is naar hem de Burgemeester Straathoflaan vernoemd.